# Brotaufstrich

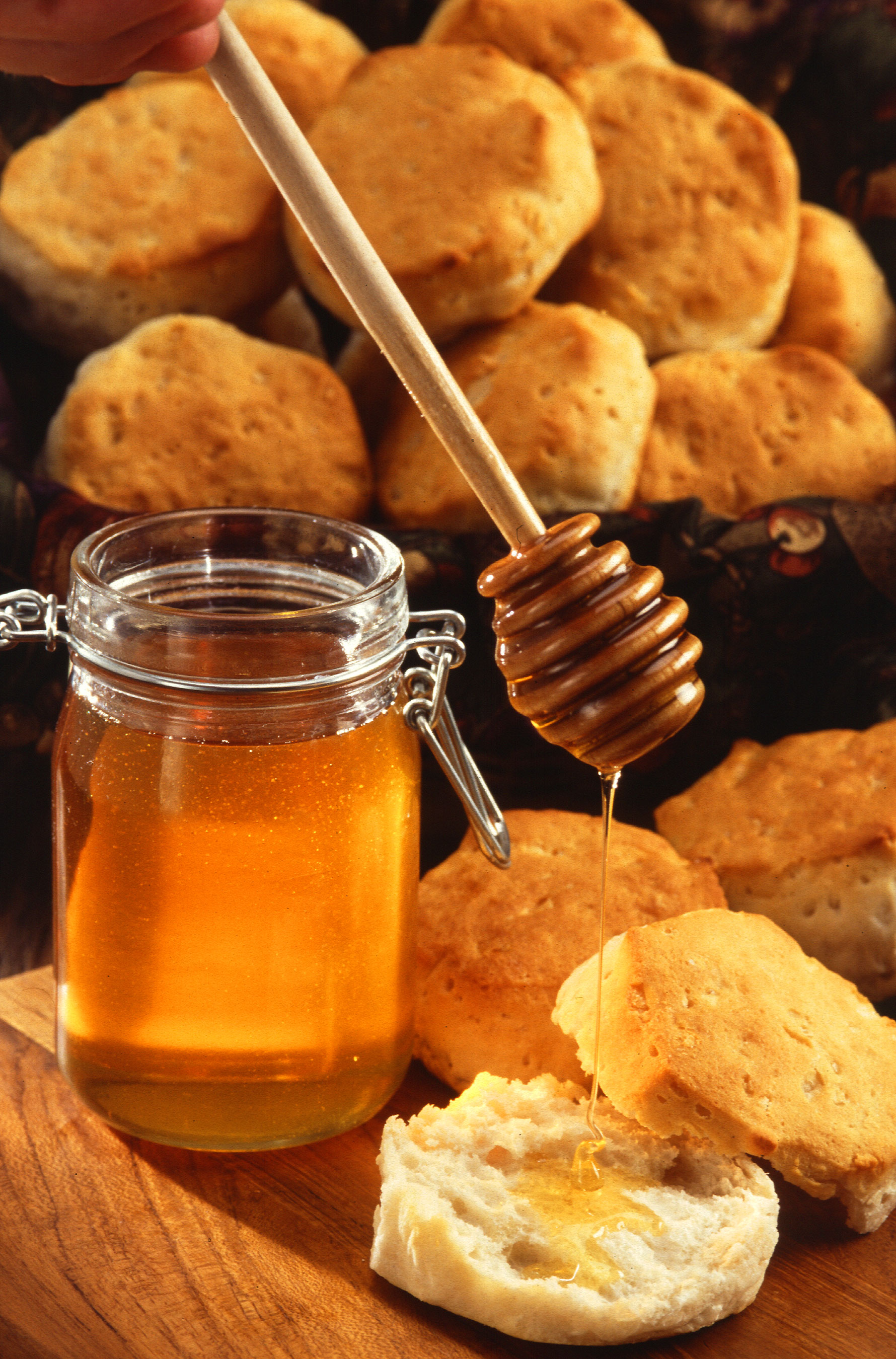
Süßer Brotaufstrich (Honig)

Brotaufstrich ist der fachsprachliche Oberbegriff für streichfähige Lebensmittel von dickflüssiger bis pastenförmiger Konsistenz, die vor allem konsumiert werden, indem sie auf Brot aufgetragen werden. Im Gegensatz dazu wird der Begriff Brotbelag für feste Brotauflagen wie Wurst oder Käse in der Fachsprache nicht verwendet (siehe Aufschnitt). Hergestellt werden Brotaufstriche auf der Basis von Speisefetten und Speiseölen, Milcherzeugnissen, Zucker, Obst, Gemüse oder Samenkernen wie Nüssen, seltener auf der Basis von Fleisch, Wurst oder Fisch.
Es gibt süße und salzige bzw. pikante sowie tierische und pflanzliche Aufstriche. Auch Mischformen sind möglich. In der Regel werden geschmacksgebende Zutaten hinzugesetzt wie Gewürze, Aromen, Zucker oder Kakao.
Bekannte süße Brotaufstriche sind Marmelade, Konfitüre, Gelee und weitere Fruchtaufstriche, Honig, Zuckerrübensirup und Nuss-Nougat-Creme. Salzig-pikante Brotaufstriche sind zum Beispiel Streichwurst, Frischkäse, Schmelzkäse, Schmalz oder Sardellenpaste. Erdnussbutter kann süß oder pikant gewürzt sein. Vegetarische oder vegane Aufstriche werden aus Gemüse (z. B. Hummus aus Kichererbsen) oder auf Hefebasis hergestellt (z. B. Vegemite, Marmite, Cenovis). Am beliebtesten sind hierunter Aufstriche mit Tomaten, Paprika, Pilzen und Linsen. Letztere schnitten in einem Test der Stiftung Warentest im Sommer 2020 am besten ab. Einige vegetarische Produkte fielen damals wegen ihres hohen Fett- und Energiegehalts auf. Streichfähige Speisefette wie Butter und Margarine zählen nur im weiteren Sinne zu den Brotaufstrichen und werden als Streichfett bezeichnet.
Neben Brotscheiben und Brötchen lassen sich auch Kuchen und andere Backwaren mit oft süßem Aufstrich während der Herstellung oder vor dem Verzehr bestreichen.